# Fulton (Misuri)
Fulton es una ciudad ubicada en el condado de Callaway en el estado estadounidense de Misuri. En el Censo de 2010 tenía una población de 12790 habitantes y una densidad poblacional de 398,47 personas por km².

## Geografía
Fulton se encuentra ubicada en las coordenadas 38°51′19″N 91°57′3″O / 38.85528, -91.95083. Según la Oficina del Censo de los Estados Unidos, Fulton tiene una superficie total de 32.1 km², de la cual 31.75 km² corresponden a tierra firme y (1.09%) 0.35 km² es agua.

## Demografía
Según el censo de 2010, había 12790 personas residiendo en Fulton. La densidad de población era de 398,47 hab./km². De los 12790 habitantes, Fulton estaba compuesto por el 83.41% blancos, el 11.97% eran afroamericanos, el 0.48% eran amerindios, el 1.16% eran asiáticos, el 0.05% eran isleños del Pacífico, el 0.64% eran de otras razas y el 2.29% pertenecían a dos o más razas. Del total de la población el 2.11% eran hispanos o latinos de cualquier raza.